# 소니 BMG
소니 BMG(Sony BMG)는 소니 뮤직 엔터테인먼트와 베텔스만 (BMG)의 합작으로 탄생한 레코드 회사로, 2008년에 소멸되었다.

## 같이 보기
- 베르텔스만 뮤직 그룹
- 음악 산업
- 소니 뮤직 엔터테인먼트 (일본)
- 소니 뮤직 엔터테인먼트의 소속 음악가 목록